# Hợp tác xã tiêu dùng
Hợp tác xã tiêu dùng là các hợp tác xã do người tiêu dùng thành lập và được quản lý một cách dân chủ nhằm mục đích thực hiện các nhu cầu và nguyện vọng của các thành viên của chúng. Hợp tác xã tiêu dùng hoạt động trong hệ thống thị trường, độc lập với nhà nước, như một hình thức hỗ trợ lẫn nhau, hướng tới dịch vụ chứ không phải là lợi nhuận bằng tiền. Các hợp tác xã của người tiêu dùng thường mang hình thức của cửa hàng bán lẻ thuộc sở hữu và điều hành bởi người tiêu dùng của chúng, chẳng hạn như các hợp tác xã thực phẩm. Tuy nhiên, có rất nhiều loại khác của các hợp tác xã của người tiêu dùng, hoạt động trong các lĩnh vực như y tế, bảo hiểm, nhà ở, điện nước và tài chính cá nhân (bao gồm cả các công đoàn tín dụng).
Ở một số nước, các hợp tác xã của người tiêu dùng được gọi là các hội bán lẻ hợp tác hoặc hợp tác xã bán lẻ, mặc dù không nên nhầm lẫn với các hợp tác xã của các nhà bán lẻ, mà các thành viên là các nhà bán lẻ hơn là người tiêu dùng.
Các hợp tác xã của người tiêu dùng có thể đến lượt nó lại hình thành các liên đoàn hợp tác xã. Đây có thể đến dưới hình thức của các hội bán buôn hợp tác xã, hợp tác xã thông qua đó người tiêu dùng mua chung hàng với giá bán buôn và, trong một số trường hợp, nhà máy riêng. Ngoài ra, chúng có thể là thành viên của các hiệp hội hợp tác.
Các hợp tác của người tiêu dùng đã là một trọng tâm của nghiên cứu trong các lĩnh vực kinh tế học hợp tác xã.
Một trong các liên đoàn người tiêu dùng hợp tác lớn nhất thế giới hoạt động ở Anh như The Co-operative (thường được gọi là "Co-op"), cùng hoạt động trên 5.500 chi nhánh của 'The Co-operative' doanh nghiệp có thương hiệu bao gồm The Co-operative Food (chuỗi siêu thị lớn thứ năm Anh quốc), The Co-operative Funeralcare, The Co-operative Travel, Co-operative Legal Services, Co-operative Electrical, The Co-operative Bank và The Co-operative Energy. The Co-operative Group đến nay là lớn nhất của các doanh nghiệp loại hình này, với hơn 4500 cửa hàng và hoạt động nhóm mua hợp tác xã. Tại Việt Nam, Liên hiệp Hợp tác xã Mua bán Thành phố Hồ Chí Minh (Saigon Co.op) là tổ chức hợp tác xã tiêu dùng nổi bật với hệ thống siêu thị Co.opmart hiện diện trên toàn lãnh thổ Việt Nam.